# Mi religión (canción de Yandel)
«Mi Religión» es un sencillo del cantante y compositor puertorriqueño Yandel de su quinto álbum de estudio #UPDATE. Se lanzó el 5 de mayo de 2017 bajo Sony Music Latin como el primer sencillo del disco.

## Composición
"Mi Religión" es una canción del género del Reguetón que se compone en tiempo común. Fue escrita por Yandel, Egbert "Haze" Rosa Cintrón y Jesús Nieves Cortés. Haze y Willy Colón, productor y guitarrista en el sencillo de Yandel "Encantadora", respectivamente, mantienen sus roles para "Mi Religión". Según Yandel, la canción "se remonta a las raíces del Reggaetón".

## Chart performance
En los Estados Unidos, la canción alcanzó el número 25 en la lista de los US Hot Latin Songs el 15 de julio de 2017. Internacionalmente, alcanzó el número 47 en Billboard's Mexico Español Airplay Chart, número 27 en Venezuela, y número 93 en España.

## Vídeo musical
El vídeo musical se estrenó el 26 de mayo de 2017 en el canal Vevo de Yandel. El vídeo fue dirigido por el puertorriqueño y diseñador Carlos Pérez y se filmó en el Coyote Dry Lake Bed en Barstow, California, Estados Unidos. Yandel y Carlos Pérez trabajaron previamente en los vídeos musicales de "Te Deseo" (2013, junto a Wisin), "Hasta Abajo" (2013), "Moviendo Caderas" (2014, junto a Daddy Yankee), y "Encantadora" (2015). El vídeo musical presenta a la Miss Universo Puerto Rico 2010 Mariana Vicente mientras que Yandel se muestra cantando la canción y conduce un coche de lujo a través del Desierto de Mojave.

## Charts
Charts Semanal
| Chart (2017                        | Peak position |
| ---------------------------------- | ------------- |
| Mexico Español Airplay (Billboard) | 47            |
| Spain (PROMUSICAE)                 | 93            |
| US Hot Latin Songs (Billboard)     | 25            |
| Venezuela (National-Report)        | 47            |

Charts Mensual
| Chart (2017)                | Posición |
| --------------------------- | -------- |
| Venezuela (National-Report) | 31       |

## Créditos y personal
- Willy Colón - Guitarra Acústica
- Miguel Correa - Assistant Engineer
- Edwin Díaz - Assistant Engineer
- Mike Fuller - Mastering Engineer
- Andre Mendoza - Assistant Engineer
- Jesús Nieves Cortés - Composer
- Egbert "Haze" Rosa Cintrón - Producer, composer
- Roberto "Tito" Vázquez (Earcandy) - Recording Engineer
- Yandel - Productor ejecutivo, voz